# غوردون خان
غوردون خان (بالإنجليزية: Gordon Kahn)‏ هو كاتب سيناريو وكاتب أمريكي، ولد في 11 مايو 1902، وتوفي في 31 ديسمبر 1962.

## وصلات خارجية
- غوردون خان على موقع IMDb (الإنجليزية)
- غوردون خان على موقع ألو سيني (الفرنسية)
- غوردون خان على موقع أول موفي (الإنجليزية)
- غوردون خان على موقع قاعدة بيانات الأفلام السويدية (السويدية)
- غوردون خان على موقع قاعدة بيانات الفيلم (الإنجليزية)
- غوردون خان على موقع كينوبويسك (الروسية)